# ألكسندر غينز
ألكسندر غينز (بالفرنسية: Alexandre Geniez) (و. 1988  م) هو راكب دراجة هوائية، من فرنسا، ولد في روديز، شارك في طواف فرنسا، وطواف إسبانيا 2013، وسباق طواف فرنسا 2013، وطواف إسبانيا، وطواف إيطاليا 2014.

## سباقات أو مراحل فاز بها
| التاريخ        | السباق                             | المركز                                            |
| -------------- | ---------------------------------- | ------------------------------------------------- |
| 24 مايو 2009   | 2009 Ronde de l'Isard d'Ariège     |                                                   |
| 12 أغسطس 2009  | طواف أين 2009                      | الرابع في تصنيف أفضل شاب                          |
| 06 يونيو 2010  | طواف لوكسمبورغ 2010                | السابع في التصنيف العام                           |
| 20 يونيو 2010  | روتي دو سود 2010                   |                                                   |
| 01 يناير 2011  | طواف لايغويليا 2011                | الثاني في تصنيف أفضل شاب، الرابع في التصنيف العام |
| 05 يونيو 2011  | طواف لوكسمبورغ 2011                |                                                   |
| 11 مارس 2012   | باريس-نيس 2012                     | الثامن في تصنيف أفضل شاب                          |
| 10 يونيو 2012  | كريثيديا دو دوفين 2012             | الرابع في تصنيف أفضل شاب                          |
| 16 يوليو 2012  | طواف بولندا 2012                   | التاسع في التصنيف العام                           |
| 09 يونيو 2013  | كريثيديا دو دوفين 2013             | الثاني في تصنيف أفضل شاب                          |
| 21 يوليو 2013  | سباق طواف فرنسا 2013               | السادس في تصنيف أفضل شاب                          |
| 19 أبريل 2015  | ترو-برو ليون 2015                  | الأول في التصنيف العام                            |
| 15 أغسطس 2015  | طواف أين 2015                      | الأول في التصنيف العام، الثاني في تصنيف النقاط    |
| 12 أغسطس 2017  | طواف أين 2017                      | الأول في تصنيف النقاط، الثالث في التصنيف العام    |
| 03 أكتوبر 2017 | طواف فيرزين 2017                   | الأول في التصنيف العام                            |
| 28 يناير 2018  | سباق جائزة لا مارسيليس الكبرى 2018 | الأول في التصنيف العام                            |
| 11 فبراير 2018 | طواف بروفانس 2018                  | الأول في التصنيف العام                            |

## روابط خارجية
- ألكسندر غينز على موقع الاتحاد الدولي للدراجات (الإنجليزية)
- ألكسندر غينز على موقع أرشيف الدراجات (الإنجليزية)
- ألكسندر غينز على موقع إحصائيات الدراجات الإحترافية (الإنجليزية)
- ألكسندر غينز على موقع نسبة الدراجات (الإنجليزية)
- ألكسندر غينز على موقع CycleBase (الإنجليزية)